# Bundesautobahn 516
Pour les articles homonymes, voir A516 et Autoroute A516.
La Bundesautobahn 516 est une Bundesautobahn dans le Land de Rhénanie-du-Nord-Westphalie.

## Géographie
La BAB 516 s'étend entièrement dans la ville d'Oberhausen. En termes de trafic, elle commence à l'échangeur autoroutier d'Oberhausen dans le prolongement de la Bundesautobahn 3 en provenance d'Arnhem, qui bifurque ici en A 3 vers Cologne et en A 2 vers Dortmund. Après cinq kilomètres, elle se termine au carrefour Oberhausen-Eisenheim et devient la Bundesstraße 223 (Konrad-Adenauer-Allee) en direction d'Alt-Oberhausen. Après 500 m, elle est reliée à la Bundesautobahn 42 par la sortie d'Oberhausen-Zentrum.
L'A 516 relie la Bundesautobahn 3 et les Pays-Bas au centre-ville d'Oberhausen et au centre commercial CentrO du quartier de Neue Mitte. Il y a souvent des embouteillages entre Oberhausen-Sterkrade et la transition vers la B 223, surtout aux heures de pointe et lors des grands événements du Neue Mitte.

## Histoire
La création de l'A 516 est liée à la reprise de la planification de la Hollandlinie dans les années 1950, qui devait être réalisée en prolongeant l'A 3 d'Oberhausen à Emmerich am Rhein et au poste frontière d'Elten. Contrairement à ce qui était initialement prévu, le nouveau tracé ne devrait pas se terminer au nord d'Oberhausen, au niveau de l'autoroute Cologne-Berlin, mais devrait être prolongé plus au sud jusqu'à la zone urbaine d'Oberhausen. Au lieu d'un triangle autoroutier, un échangeur autoroutier est construit. Le 14 juin 1961, l'échangeur autoroutier d'Oberhausen est mis en service avec l'achèvement de l'A 3 entre Wesel et Oberhausen. Deux ans plus tard, la route de desserte d'Oberhausen (aujourd'hui A 516) est ouverte à la circulation jusqu'au carrefour de la Dorstener Straße. Ce n'est qu'en 1970 que la deuxième partie jusqu'au carrefour d'Eisenheim est achevée.